# Moncalieri
Moncalieri je italské město v oblasti Piemont. Po Turíně je druhým největším městem turínské aglomerace.
Město je známé svým hradem, který byl postaven ve 12. století a rozšířen v 15. Rád na něm pobýval Viktor Emanuel II. Od roku 1919 se na hradě nachází prestižní škola carabinierů. Nedaleké náměstí Viktora Emanuela II. bylodříve kulturním centrem města. Na dlážděném prostranství, postaveném v roce 1825, se nachází fontána se sochou Neptuna. Ta byla několikrát z estetických i praktických důvodů přesunuta na náměstí tam a zpět.

## Významní rodáci
- Chiara Appendinová (* 1984), italská politička

## Partnerská města
- Baden-Baden, Německo
- Argiropoulos, Řecko

## Vývoj počtu obyvatel
Počet obyvatel